# Lönnen
Lönnen är skär i Åland (Finland). De ligger i den sydvästra delen av landskapet, 19 km väster om huvudstaden Mariehamn.
Terrängen runt Lönnen är platt. Havet är nära Lönnen åt sydost. Närmaste större samhälle är Mariehamn, 18,5 km öster om Lönnen. 